# ULTRA SWORD
『ULTRA SWORD』（ウルトラソード）は、林家志弦による日本の漫画作品。本作品は成人向け漫画であるが、成人指定は受けていない。第1話から第8話まで『コミックメガキューブ』（コアマガジン）Vol.14からVol.30まで断続的に掲載され、その後第9話から最終話まで『コミックメガプラス』（コアマガジン）Vol.1からVol.7まで隔月で掲載された。コアマガジンから単行本が全1巻発売されている。
「エロ」「連続物語（ストーリー物）」「ギャグ」、の三要素を揃えている稀有な作品だが、成人指定を受けていないことから分かるように、性的描写はかなり薄めである。

## 物語
本作は、淫魔・操愚羅（くりぐら）をめぐる戦いが描かれているが、物語の主題はあくまでエロと笑いであり、戦いの合間には、痴漢、教師と生徒もの、近親相姦など様々な種類の濃厚なエロシーンが挿入される。作者の嗜好はあくまでレズビアンなので、女性同士のセックスシーンが多いが、作者が好まないと言われるふたなりシチュエーションで統一されている。

### あらすじ
山奥に封印されていた淫魔・操愚羅（くりぐら）の封が破られた。「剣の巫女」と呼ばれる4人の少女に御神刀が1本ずつ与えられ、「性痕（せいこん）」を持つ「花嫁」四条瑞希（みずき）を操愚羅から守り、操愚羅を再び封印すべく力をあわせて戦い続ける。剣の巫女たちは、操愚羅の2人の配下、左月（さげつ）・右月（うげつ）を倒し、最後に淫魔操愚羅との決戦を迎える。

## 主な登場人物

### 花嫁
四条瑞希（しじょう みずき）
操愚羅の皇子の最後の生贄の生まれ変わりで、女子校に通っている。操愚羅の能力を蘇らせる鍵であり、操愚羅の皇子には「花嫁」と呼ばれている。周囲の人間を引き寄せて、淫らな気持ちにさせる能力を持っており、操愚羅の皇子をおびき寄せる囮として、剣の巫女に護衛される。

### 剣の巫女
龍崎つばさ（りゅうざき つばさ）
剣の巫女の中では、比較的瑞希と一緒にいることが多く、瑞希の危機を度々救う。瑞希に好意を持っているらしい。剣の腕は立つが、態度が妙にやる気がなく、聞いている方が脱力してしまうような台詞をいうことが多い。アニメオタク。
玄武るい（くろたけ るい）
剣の巫女の中では一番の常識人でリーダー的存在。ふざけた言動が多い雪に対しては容赦のない体罰を与えることが多い。学校の後輩の茉莉花の過激な行動にもうんざりしている。
葵・フェニックス（あおい・フェニックス）
剣の巫女の中では最も幼い外見をしているが、性欲は旺盛。相手の精力を吸い尽くすことによって、敵を倒したことがある。
虎堂雪（こどう ゆき）
同性愛者で、「ふたなりは邪道」「百合プレイは異性間SEXの疑似に非ず」という、百合に対して独自の哲学を持っている。瑞希やるいにちょっかいを出しては、るいに鉄拳制裁を受ける。また、茉莉花に敵視されている。
明るい性格をしており、るいに釘バット、茉莉花に鎖鎌、つばさに煮えたぎった鍋と様々な凶器で痛めつけられても、すぐに笑顔で蘇る。

### 操愚羅
操愚羅の皇子（くりぐらのみこ）
初美の兄きよしに憑依し、右月・左月を使って、剣の巫女を排除しようとした。瑞希と交わることで、力を取り戻し、この世を「エロマンガのような世界」にしようと企む。自分が乗っ取った人物の自宅をアジトにしている。しかし、力を取り戻す儀式の最中に、乗り移っている人物の母親に呼ばれて夕飯を食べに行くなど、やる気があるのかないのか分からない行動をすることが多い。
右月（うげつ）
操愚羅の皇子の部下。色気のある女性の姿をしているが、実はふたなりである。体育教師に変装して生徒から精力を吸い取って力を蓄えていたところ、同じ学校に花嫁（瑞希）がいることに気付いて襲いかかるが、剣の巫女4人によって封印される。
左月（さげつ）
操愚羅の皇子の部下であり、今風の若い男性の姿をしている。葵を操愚羅の配下にしようとして返り討ちに遭い、強い復讐心を抱く。るいの後輩の茉莉花を利用する形で、るいを操愚羅の配下にして、剣の巫女を倒そうとするが、失敗。結局、葵に精力を吸い取られて弱体化し、封印される。

### その他
九藤茉莉花（くどう まりか）
るいの学校の後輩で、ジャスミンを自称する。るいのことを恋愛対象として見ており、るいに近づく女性に対して無差別に嫉妬するなど、ほとんどストーカーと化している。左月に操られ、るいを襲う。
初美（はつみ）
操愚羅の皇子が憑依した人物の妹。結果として、つばさと瑞希を操愚羅の皇子のもとに連れて来る役割を果たす。